# Бут, Зак
Чедвик Закари Бут (англ. Chadwick Zachary Booth; родился 17 февраля 2004 года, Иден, Юта, США) — американский футболист, полузащитник нидерландского клуба «Эксельсиор».

## Клубная карьера
Воспитанник академии клуба «Реал Солт-Лейк» из родной Юты. В сентябре 2020 года присоединился к молодёжной команде английского «Лестер Сити»; помимо него, игроком интересовался «Тоттенхэм Хотспур». 1 сентября 2023 года на правах аренды до конца сезона перешёл в клуб Эредивизи «Волендам». На взрослом уровне дебютировал 23 сентября в домашнем матче против «Хераклес», заменив на 72-й минуте Гаранга Куола. Первый гол забил 4 февраля 2024 года в ворота «Утрехта», открыв счёт после подачи с углового. В том же матче брат Зака Тейлор, игрок соперников, оформил хет-трик, принеся своей команде победу.

## Карьера в сборной
Выступал за молодёжные сборные США до 17 и до 19 лет.

## Личная жизнь
Старший брат Зака Тейлор также профессиональный футболист, игрок «Утрехта» и сборной США. Владелец итальянского паспорта. Любимым футболистом называл Андреса Иньесту, однако в футбол начать играть, вдохновившись братом.